# Neder-Over-Heembeek

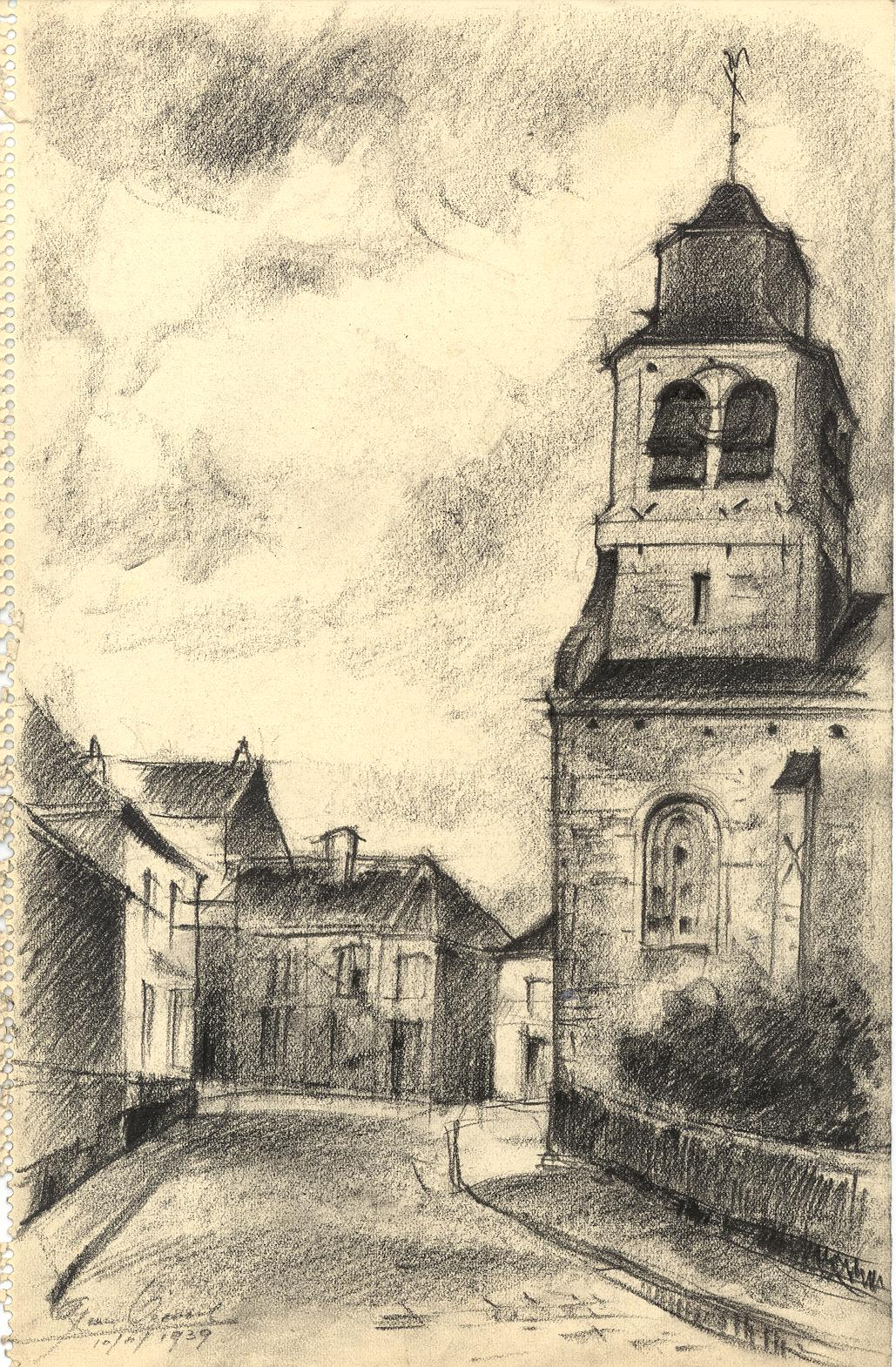
Església deSt Nicholas a Heembeek Superior. (Dibuix per Leon Van Dievoet, 1939).

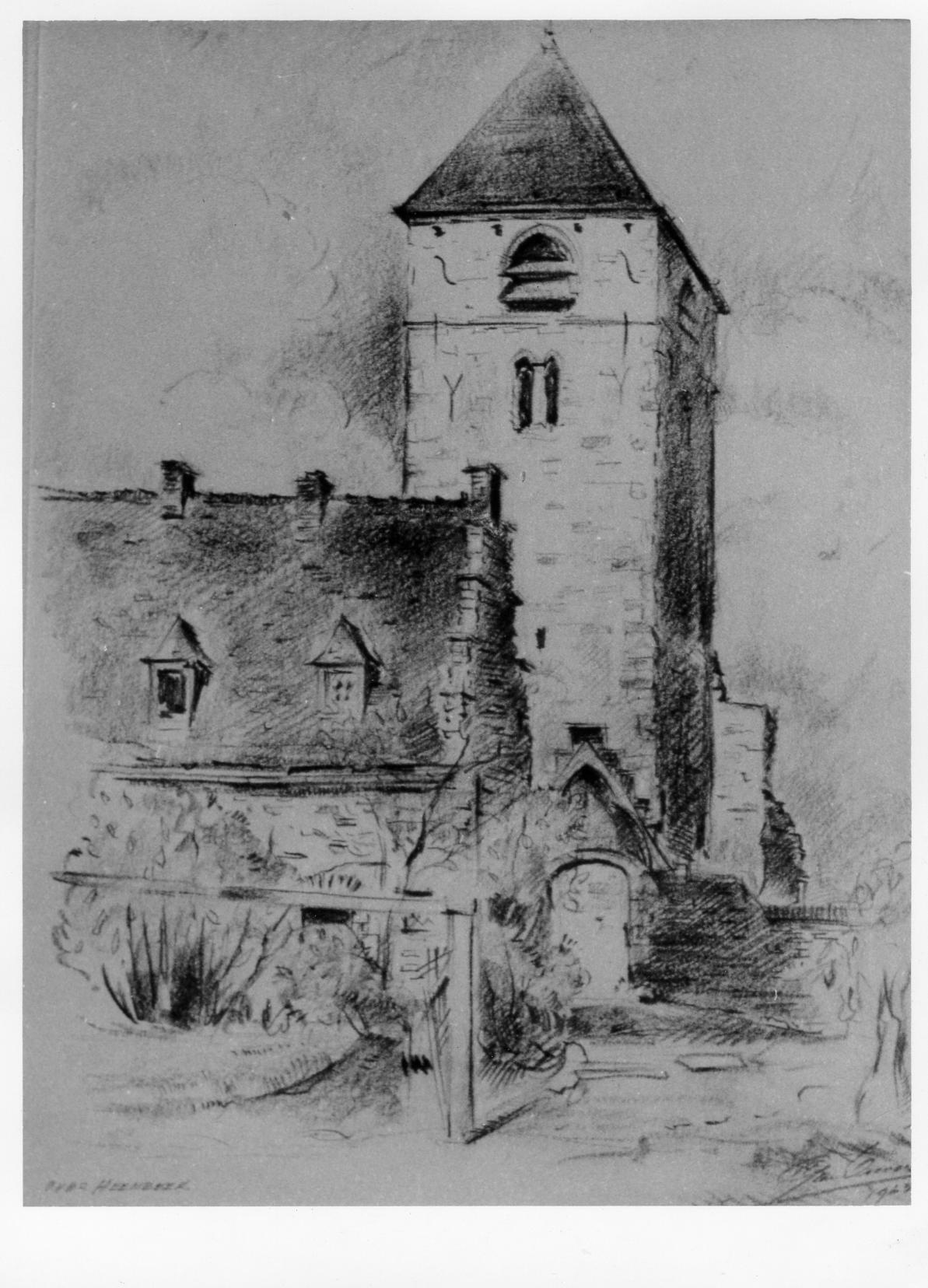
Torre romànica a Heembeek Inferior, 1963.).

Neder-Over-Heembeek és la part nord de la ciutat de Brussel·les a Bèlgica. És una antiga municipalitat fusionada. Actualment és una zona predominantment industrial amb un hospital militar.
El 2012 tenia 17.600 habitants

## Història
Havia estat una petitat ciutat anomenada Heembeek.
Over-Heembeek significa "Heembeek superior" i Neder-Heembeek " "Heembeek inferior", es refereix a les dues parròquies que tenia.
El 1921 es fusionà amb Brussel·les junt amb les municipalitats de Haren i Laken.